# Krali Bimbałow
Krali Pejczew Bimbałow (bułg. Крали Пейчев Бимбалов, ur. 1 listopada 1934 w Fakiji w gminie Sredec, zm. w 1988) – bułgarski zapaśnik. Srebrny medalista olimpijski z Rzymu.
Zawody w 1960 były jego pierwszymi igrzyskami olimpijskimi. Walczył w stylu klasycznym. Medal wywalczył w wadze półciężkiej, do 87 kilogramów. W finale pokonał go Turek Tevfik Kış. Brał udział w igrzyskach w 1964. Na mistrzostwach świata był drugi w 1962 roku.